# Une éducation libertine
Une éducation libertine est un roman de Jean-Baptiste Del Amo publié en août 2008 aux éditions Gallimard et ayant obtenu l'année suivante le prix Goncourt du premier roman.

## Résumé
Ce roman aborde le thème de la bisexualité masculine, notamment par celle du personnage principal. Émigrant dans la capitale pour y découvrir son mode de vie trépidant et les fastes de la bonne société de l'époque, il est comparé à un « Rastignac bisexuel. »

## Éditions
- Une éducation libertine, éditions Gallimard, 2008  (ISBN 978-2070119844).